# Eginetes
Eginetes foi um rei da Arcádia, filho e sucessor de Pompo.
Durante o reinado de Pompo, seu pai, o gregos de Égina fizeram várias viagens comerciais, chegando até Cilene, e trouxeram estas cargas por terra em animais de carga, até os árcades. Por causa da amizade entre os dois povos, Pompo chamou seu filho de Eginetes.
Eginetes foi sucedido por seu filho Polimestor, em cujo reinado os lacedemônios invadiram Tégea pela primeira vez. Polimestor foi sucedido por Ecmis, filho de Briacas, outro filho de Eginetes.